# St. Michaels (Arizona)
St. Michaels es un lugar designado por el censo ubicado en el condado de Apache en el estado estadounidense de Arizona. En el Censo de 2010 tenía una población de 1443 habitantes y una densidad poblacional de 235,96 personas por km².

## Geografía
St. Michaels se encuentra ubicado en las coordenadas 35°39′38″N 109°5′46″O / 35.66056, -109.09611. Según la Oficina del Censo de los Estados Unidos, St. Michaels tiene una superficie total de 9.84 km², de la cual 9.84 km² corresponden a tierra firme y (0%) 0 km² es agua.

## Demografía
Según el censo de 2010, había 1443 personas residiendo en St. Michaels. La densidad de población era de 235,96 hab./km². De los 1443 habitantes, St. Michaels estaba compuesto por el 7.83% blancos, el 0.21% eran afroamericanos, el 88.15% eran amerindios, el 0.21% eran asiáticos, el 0.07% eran isleños del Pacífico, el 0.28% eran de otras razas y el 3.26% pertenecían a dos o más razas. Del total de la población el 3.53% eran hispanos o latinos de cualquier raza.